# Skinwalker Ranch
Lo Skinwalker Ranch, noto anche come Sherman Ranch, è una proprietà di circa 512 acri (2,07 km²) situata a sud-est di Ballard, nello Utah. È un sito oggetto di presunte attività paranormali legate agli UFO. Il suo nome è basato sulla leggenda Navajo dello skinwalker.

## Storia
Voci circa strani fenomeni avvenuti nel ranch apparvero per la prima volta sul Deseret News di Salt Lake City, e più tardi nel settimanale alternativo Las Vegas Mercury sotto forma di una serie di articoli del giornalista George Knapp. Questi primi racconti descrivevano le affermazioni di una famiglia che aveva recentemente acquistato ed occupato la proprietà e che sperimentò una serie di eventi inspiegabili e spaventosi.

## Libro
Colm Kelleher e il co-autore George Knapp hanno successivamente scritto un libro in cui descrivono il ranch acquisito dal National Institute for Discovery Science (NIDSci) per studiare avvistamenti aneddotici di UFO, creature simili al bigfoot, cerchi nel grano, globi incandescenti ed attività di poltergeist riportate dai precedenti proprietari.

## Reputazione paranormale
Il ranch, situato nella parte occidentale della contea di Uintah al confine con la riserva indiana degli Ute, è stato soprannominato popolarmente UFO ranch, a causa della sua apparente storia di 50 anni di strani eventi che si diceva avessero avuto luogo lì. Knapp e Kelleher citano il libro del 1974 The Utah UFO Display: A Scientist's Report di Frank Salisbury e Joseph "Junior" Hicks, che dettaglia una precedente indagine sui presunti avvistamenti UFO nella regione della contea di Uintah, come parziale conferma del loro resoconto. Secondo Kelleher e Knapp, essi hanno visto o indagato prove di quasi 100 incidenti che includono bestiame scomparso e mutilato, avvistamenti di oggetti volanti o sfere non identificati, grandi animali con occhi rossi penetranti che dicono essere rimasti illesi quando colpiti da proiettili ed oggetti invisibili emettere campi magnetici distruttivi. Tra i soggetti coinvolti c'era il colonnello dell'esercito americano in pensione John B. Alexander che ha caratterizzato lo sforzo NIDSci come un tentativo di ottenere dati complessi usando un "approccio scientifico standard". Tuttavia, gli investigatori hanno ammesso di "aver difficoltà a ottenere prove coerenti con la pubblicazione scientifica". Le mutilazioni del bestiame hanno fatto parte del folklore della zona circostante per decenni, ma l'acquisto del ranch da parte di Robert Bigelow, il fondatore della NIDSci, ed il finanziamento delle indagini è stato riportato come il risultato delle sue convinzioni sulle storie di mutilazioni che includevano storie di strane luci ed insoliti segni rimasti impressi sull'erba e sulla terra raccontate dalla famiglia dell'ex proprietario del ranch Terry Sherman.
Nel 1996, lo scettico James Randi premiò Bigelow con il Pigasus Award per aver finanziato l'acquisto del ranch dal professore di Harvard John Mack e dall'autore Bud Hopkins, per quello che Randi definì "uno studio inutile di un [ sic ] soprannaturale, paranormali o occulto".

## Marchio di fabbrica
Il ranch è stato venduto da Bigelow a una società privata, la Adamantium Real Estate, LLC, nel 2016. Nel 2017 il nome "Skinwalker Ranch" è stato depositato per marchio commerciale tramite Justia Trademarks. Il marchio è stato emesso nel 2018.

## Nei media
Nel 2013 è stato realizzato un film intitolato Skinwalker Ranch e liberamente basato sul folclore che circonda il ranch.